# Kriegsverbrecherprozesse in Niederländisch-Indien
Kriegsverbrecherprozesse in Niederländisch-Indien wurden 1946–1949 von der niederländischen Kolonialmacht gegen japanische Militärpersonen oder deren Helfer wegen im Pazifikkrieg begangener Kriegsverbrechen durchgeführt.

## Organisation
Die Niederlande waren seit Oktober 1943 Mitglied der UNWCC und des Far Eastern Sub-Committee on War Crimes (FEAC, später FEC) in Chongqing. Man folgte im Wesentlichen der Kategorisierung Japanischer Kriegsverbrecher der FEC. Während im Mutterland bei Kriegsverbrechen das normale Strafrecht zur Anwendung kam, wurde für Niederländisch-Indien (NI) durch mehrere Dekrete des Generalgouverneurs 1946 eine spezielle Rechtsgrundlage geschaffen.
Die Definition eines Kriegsverbrechens war im konventionellen Sinn eng gefasst, jedoch örtlich nicht limitiert. Dekret 44/1946 enthält eine Liste von 38 zu erfassenden Taten, weiterhin wurde das aus dem angelsächsischen Rechtskreis stammende Konzept der conspiracy („Verschwörung“) in erweiterter Form übernommen. Übernommen wurde auch die Idee der  Vorgesetztenverantwortlichkeit eines Kommandanten (command responsibility), die erstmals in den Verfahren gegen die Generale Yamashita und Homma in Manila (Oktober–Dezember 1945) entwickelt wurde. Als Strafrahmen waren außer Todes- und lebenslänglicher Haftstrafe, zeitlich begrenzte Freiheitsentziehungen von einem Tag bis zu 20 Jahren möglich. Prinzipiell nicht anerkannt wurde die Verteidigung „auf höheren Befehl“ gehandelt zu haben, jedoch konnte bei Taten, die unter Zwang begangen worden waren, Straffreiheit gewährt werden.
Die Gerichtsbarkeit lag beim Militär. Die Militärgerichte setzten sich aus einem Vorsitzenden, der Zivilist und geschulter Jurist sein musste, sowie zwei Offizieren über 25 Jahren zusammen. Das Gericht war in seiner Beweiswürdigung durch keine Regeln beschränkt. Die Urteile waren mit Begründungen zu versehen. Die Gerichte tagten an den verschiedensten Orten des Archipels. Die Anklagevertretung konnte jederzeit weitere Vorwürfe in ein Verfahren einführen.
Den Angeklagten wurde es freigestellt, sich von einem Anwalt ihrer Wahl vertreten zu lassen, gegebenenfalls wurde ein Pflichtverteidiger bestellt. Im Gegensatz zu Angeklagten vor britischen Tribunalen oder bei den Kriegsverbrecherprozessen von Yokohama konnten Befangenheitsanträge gestellt werden. Außerdem hatten die Angeklagten ein „letztes Wort.“

### Revision
Sämtliche Urteile mussten von lokalen Militärkommandeur bestätigt werden. Todesurteile wurden außerdem dem Generalgouverneur vorgelegt. Gnadengesuche wurden zunächst vom obersten Gericht geprüft und dann ebenfalls dem Generalgouverneur vorgelegt.

## Prozesse

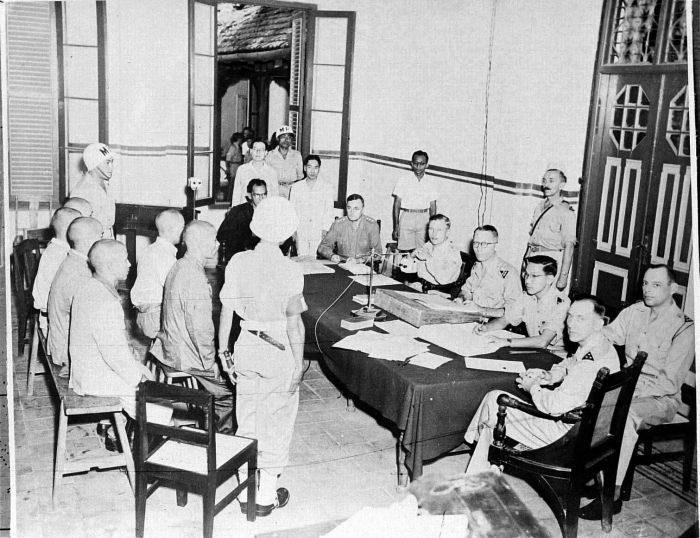
Japanische Angeklagte vor einem Militärgericht in Makassar

In der Vorbereitung der Anklagen tauschten sich die Niederländer viel mit britischen Dienststellen wie der War Crimes Section – SEAC oder mit ihren in Neu-Guinea und Borneo arbeitenden australischen Kollegen aus. Bis Ende 1945 war eine Liste von über 200 Verdächtigen erstellt worden, meist Lagerwachen, von denen 43 in Haft waren.
Das erste Verfahren im September 1946 endete mit einem Todesurteil gegen einen japanischen Hauptmann, der Gefangene gequält hatte. Der Bordellbetreiber Washio Awochi wurde für Zwangsprostitution beim Betrieb seines Hauses unter den Auspizien der Kempeitai zu zehn Jahren Haft verurteilt.
Ein bereits in Guam zu lebenslänglich verurteilter japanischer General wurde den Niederländern für ein weiteres Verfahren ausgeliefert.
Ein Verfahren auf Ambon warf juristische Fragen auf. Motosuke Suske war angeklagt, den Holländer Barends ohne fairen Prozess hingerichtet zu haben. Da Barends jedoch freiwillig auf die japanische Seite übergetreten war, hatte er seine niederländische Staatsangehörigkeit verloren und war nicht mehr von der Definition der Kriegsverbrechen des FEC erfasst. Motosuke wurde trotzdem wegen „Anstiftung zum Mord durch Autoritätsmißbrauch“ verurteilt. Dazu kamen noch Verurteilungen wegen des Todes dreier Indonesier.
Der Vize-Admiral Kamada Michiaki wurde in Pontianak (Borneo) für die Ermordung von 1.500 Einheimischen zum Tode verurteilt. Für die 14 Wächter eines Gefangenenlagers auf Flores in dem 2.000 Insassen starben, gab es vier Todesurteile sowie Haftstrafen zwischen drei und 15 Jahren. Oberst Nomura Akira gestand, $ 30 Millionen aus dem Staatsschatz gestohlen zu haben – leider habe er vergessen, wo der Betrag versteckt sei. Er wurde nicht nur wegen Kriegsverbrechen, sondern auch wegen Unterschlagung verurteilt.
Zur Verantwortung gezogen wurden auch 16 Angehörige der Marinepolizei Tokkeikai, die in Makassar Massenverhaftungen und Folterungen durchgeführt hatten. Ihnen wurden keine einzelnen Taten zur Last gelegt, sondern die Verurteilung erfolgte, weil sie einer verbrecherischen Organisation angehörten.
1947 kam es zu einem Verfahren gegen japanische Soldaten, die sich nach dem Waffenstillstand auf Seiten der indonesischen Freiheitskämpfer geschlagen hatten. Ihnen wurde der Bruch des Waffenstillstands vorgeworfen.
Insgesamt wurden in 448 Verfahren 1.038 Personen angeklagt. Von den 969 Verurteilten (93,4 %), wurden 236 (24,4 %) zum Tode verurteilt. Die Todesstrafe wurde in 226 Fällen auch vollstreckt. Weiterhin gab es 28-mal lebenslänglich. Die Gerichte in NI urteilten also deutlich strenger als andernorts.
Die Prozesse kamen im März 1949 zum Abschluss, Todesurteile wurden noch bis Jahresende vollstreckt. Verurteilte Japaner wurden Anfang 1950 zur Verbüßung ihrer Strafen an das Sugamo-Gefängnis in Tokio überstellt.